# Aquarium und Museum für Fischzucht (Brüssel)
Das Aquarium und Museum für Fischzucht in der Louizalaan 523–527 in Brüssel war eine Einrichtung, die Süß- und Seewasserlebewesen präsentierte.

## Gründung und Ausstattung
Initiatoren der populärwissenschaftlichen Einrichtung waren Auguste und Constant Goffinet, die bereits eine Fischzucht mit Schwerpunkt Lachsproduktion besaßen, und Charley Poutiau, der ebenfalls an einer Fischzucht beteiligt war. Um sich von ähnlichen europäischen Einrichtungen abzuheben, die ihren Schwerpunkt auf Salzwassertiere gelegt hatten, planten sie zunächst eine Beschränkung auf Süßwasserbewohner, was jedoch nicht lange durchgehalten wurde. Gustav Gilson und Ernest Rousseau berieten die Gründer des Aquariums, das ab 1904 erbaut und 1906 eröffnet wurde. Das Bauwerk war etwa 20 Meter lang und ebenso hoch. Von der Straßenseite her gelangte man durch eine Eingangshalle und einen Wintergarten in den Großen Saal, der unter anderem ein vier Meter langes Bassin enthielt. Hauptsächlich waren die Aquarien jedoch in die Wände der einzelnen Räume eingelassen und jeweils von drei Seiten her mit Stein verkleidet. Die Beleuchtung erfolgte großenteils mit Tageslicht, geheizt wurde mit Kohlen. Hinter dem Großen Saal und einen Durchgangsraum befand sich noch ein zweiter Saal. Dieser wurde sowohl für Aquarien als auch für Museumsvitrinen genutzt.
Im ersten Stock gab es eine Galerie, auf der die musealen Exponate gezeigt wurden. Das Haus verfügte außerdem über eine Bibliothek, etliche Arbeits- und Gesellschaftsräume sowie natürlich die technischen Einrichtungen, die zum Betrieb des Aquariums samt einer Quarantänestation nötig waren. 
Das Wasser wurde im Keller aufbereitet. Dort befand sich eine zehn PS starke Pumpe. Für die Süßwasseraquarien wurde Leitungswasser verwendet, für die Meerwasserbecken Nordseewasser, das von Vlissingen nach Brüssel gebracht werden musste.

## Sammlung
Neben einheimischen und asiatischen Tieren lag der Schwerpunkt der Sammlung bis 1914 auch auf Arten aus der Kolonie Kongo. Seeanemonen, Seescheiden und Stachelhäuter wurden ebenso gehalten wie diverse Würmer, Schalentiere und Mollusken. Zu den Meerwasserbeständen gehörten außerdem zahlreiche Knorpelfische. Die Süßwasserabteilung enthielt fast alle in Belgien heimischen Süßwasserfischarten und darüber hinaus noch zahlreiche bekannte Speise- und Aquarienfischarten. Charley Poutiau führte den brauen Amerikanischen Katzenwels in Europa ein, der ebenfalls im Aquarium präsentiert wurde. Ferner zeigte man auch einige Terrarienbewohner und Insekten.
Das Museum war dem Thema Fischfang und Fischzucht gewidmet.

## Geschichte
In den ersten 20 Jahren seines Bestehens wurde das Aquarium und Museum von R. Kroese geleitet. 1926 wurde dieser von Johannes-Antoine Lestage abgelöst. Während des Ersten Weltkriegs und in den Nachkriegsjahren blieb die Institution geschlossen. Erst 1925 wurde sie wieder geöffnet. In der Zwischenzeit wurde jedoch die Sammlung offenbar weiter gepflegt; außerdem fand allmonatlich eine Vortragsveranstaltung statt, bei der Kroese referierte. Im Winter 1925/26 wurde das Aquarium umgebaut und um 14 Meerwasserbecken erweitert. Ein weiterer grundlegender Umbau fand 1931, im Todesjahr Constant Goffinets, statt. Dessen Zwillingsbruder Auguste Goffinet war zu diesem Zeitpunkt schon verstorben. Möglicherweise geriet die Einrichtung durch den Tod der Brüder Goffinet in Finanznot, zumal in den 1930er Jahren eine Wirtschaftskrise herrschte und die Besucherzahlen offenbar niedrig waren. Wahrscheinlich wurde das Aquarium und Museum 1937 geschlossen. 1942 wurde der Abriss des Gebäudes beantragt, der allerdings wohl erst in den 1950er Jahren ausgeführt wurde. Trotz der Zusammenarbeit mit Les Naturalistes Belge und dem Naturhistorischen Museum sind kaum Spuren vom Aquarium und Museum für Fischzucht Brüssel erhalten geblieben. In der Louizalaan finden sich heutzutage keinerlei Hinweise mehr auf die einstige Einrichtung. 